# 세르브계 루마니아인

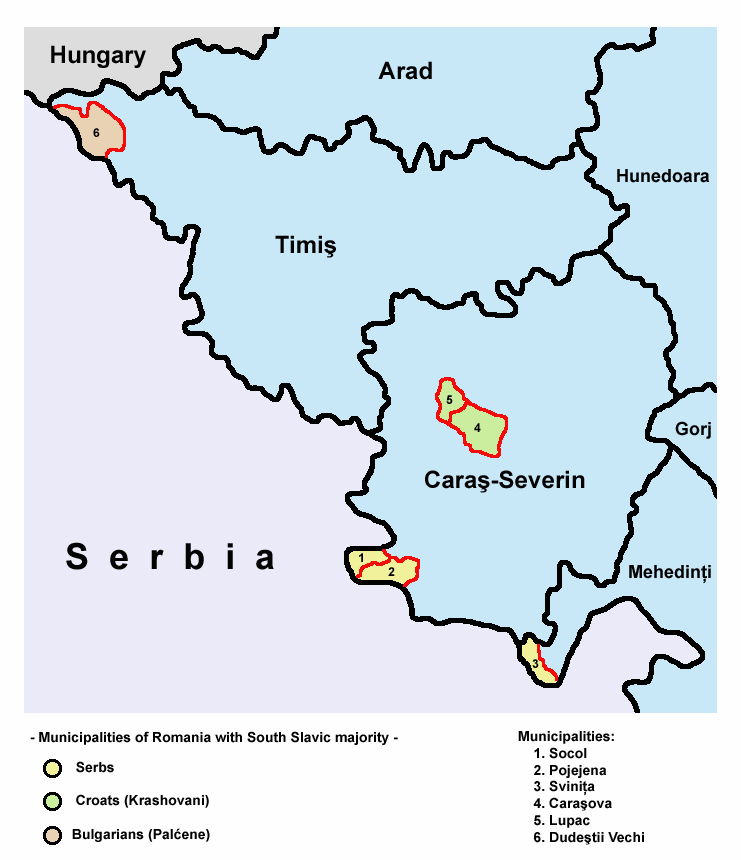
세르브계 루마니아인

세르브계 루마니아인들은 루마니아에 거주하는 세르브인이다. 2002년 조사에서 세르브계 루마니아인들은 2만2,518명으로, 루마니아 인구의 0.1%를 차지한다(1992년에는 2만9,408명의 세르비아인들이 거주했다). 세르브계 루마니아인들은 대부분 서루마니아의 바나트 지역에 거주한다. 일부는 다른 지역에서 코뮌을 형성하고 있다.

## 위치
카라슈세베린 주에서 세르비아인들은, 주로 포제제나(52.09%)에서 코뮌을 구성한다. 그리고 소콜(49.54%)지역의 코뮌과도 주로 관련되어 있다. 이 지역의 세르비아인들은 때때로 메헤딘치 주 스비니차(87.27%)에서 자신들만의 자치 단체를 구성하기도 한다. 3개의 자치 지역이 위치한 이 지역은 루마니아어로는 클리수라 두너리(Clisura Dunării), 세르비아어로는 바나츠카 클리수라(Banatska Klisura/Банатска Клисура)로 알려져 있다.

## 종교
루마니아의 세르비아인 대부분은 동방 정교회 신자이다. 대다수가 세르비아 정교회를 믿는다.

## 역사

### 바나트 포모리셰와 트란실바니아
루마니아의 세르비아인들은 과거에는 지금보다 훨씬 많았다. 루마니아의 세르비아인들이 바나트에 대부분 거주했고 지금의 아라드 주에 세르비아인들이 있었다(이 지역은 세르비아어로 포모리셰(Поморишје/Pomorišje)로 알려져 있음). 그리고 예전에는 트란실바니아 공국이었으며 트란실바니아의 지배자 아래에서 군인으로 일했다.
18세기가 시작됐을 때에 티미쇼아라의 인구 600 - 700명 중 446명이 세르비아인, 144명이 유대인, 35명이 아르메니아인이었다.
1720년에 아라드 주의 주도인 아라드는 177세대의 루마니아인, 162세대의 세르비아인, 35세대의 헝가리인세대가 거주했다. 티서-무레슈에 군사적 개척지 구역이 사라진 뒤, 대부분의 세르비아인들은 1752년에 포모리셰를 떠나 이 지역과 러시아 제국령 지역(특히 노바세르비아와 슬라보세르비아)으로 이주했다.
베르사유 조약 (1919년)이 조인된 이후, 루마니아에 거주하던 6만5,000명의 세르비아인들은 대부분 유고슬라비아 왕국으로 이주했다.

### 왈라키아
오토만의 압력은 남 슬라브 공동체의 일원들이 왈라키아 지방으로 망명하도록 했다. 이들은 초기 왈라키아인들과 구분하기 힘들었다. "세르비아인"이라는 말이 모든 남부 세르비아인에게도 사용될 수 있기 때문이다. 이 용어의 정의는 19세기가 되어서야 수정되었다.

## 루마니아의 세르비아 정교회 수도원
다음은 루마니아에 있는 세르비아 정교회 수도원 목록이다.
- 스베티 조르자 수도원 (Манастир светог Ђорђа / Manastir svetog Đorđa). 전설에 따르면 이 수도원은, 1485년에 군주인 요반 브란코비치가 세웠다. 18세기에 다시 재건되었다.
- 솀류그 수도원 (Манастир Шемљуг / Manastir Šemljug). 15세기에 지어졌다.
- 스베티 시메온 수도원 (Манастир светог Симеона / Manastir svetog Simeona).
- 바자시 수도원 (Манастир Базјаш / Manastir Bazjaš).
- 베즈딘 수도원 (Манастир Бездин / Manastir Bezdin).
- 즐라티차 수도원 (Манастир Златица / Manastir Zlatica).
- 쿠시치 수도원 (Манастир Кусић / Manastir Kusić).
- 스베티 주라지 수도원 (Манастир свети Ђурађ / Manastir sveti Đurađ).

## 유명인
다음은 현재 루마니아령 지역에 거주하는 세르비아인 유명인이다.
- 요반 네나드 (?-1527)는 지금의 스렘 지역과 북부 바나트, 바치카의 통치자이자 황제였다. 리포바 (북부 바나트)에서 태어났다.
- 도시테이 오브라도비치 (1742-1811)는 세르비아인 저자, 작가이자 번역가이다. 치아코바(바나트) 마을에서 태어났다.
- 사바 테켈리야 (1761-1842)는 정치인이자 public worker. 아라드에서 태어났다.
- 이반 타바코비치 (1898-1977)는 화가이다. 아라드에서 태어났다.
- 밀란 타바코비치는 아라드 출신의 건축가이다.
- 미오드라그 벨로데디치는 축구 선수로, 루마니아 국가 대표팀인 부쿠레슈티의 스테아와와 베오그라드의 츠르베나 즈베즈다 베오그라드에서 뛰었다.

## 크라쇼바니인
크라쇼바니인은 세르비아어의 방언인 토를라키아어를 사용하고카라슈세베린 주의 카라쇼바 (84.60%)와 루파크 (93.38%)에 거주한다.
크라쇼바니인의 기원은 14세기에 바나트에서 이주해 세르비아 동부의 티모크 강 동부를 둘러싼 지역에서 찾을 수 있다. 하지만 크라쇼바니인의 종교는, 세르비아인들이 대부분 세르비아 정교회를 믿는 것과는 정반대로 가톨릭교를 믿으며, 대부분은 크로아티아인이라고 한다.

## 참고
1. ↑  Recensamant Romania 2002 < Articole InfoAfaceri < ClubAfaceri.ro
2. ↑  Structura Etno-demografică a României
3. ↑  Structura Etno-demografică a României
4. ↑  Structura Etno-demografică a României
5. ↑   보관됨 2007-01-07 - 웨이백 머신

- Milojko Brusin, Naša razgraničenja sa susedima 1919-1920, Novi Sad, 1998.
- Constantin C. Giurescu, Istoria Bucureştilor. Din cele mai vechi timpuri pînă în zilele noastre, Bucharest, 1966, p.73, 268-270.
- Dr. Aleksa Ivić, Istorija Srba u Vojvodini, Novi Sad, 1929.
- Miodrag Milin, Vekovima zajedno, Temišvar, 1995.
- Victor Neumann, Istoria evreilor din Banat, Bucharest, 1999.
- Dr. Dušan J. Popović, Srbi u Vojvodini, knjige 1-3, Novi Sad, 1990.
- Milan Tutorov, Mala Raška a u Banatu, Zrenjanin, 1991.

## 같이 보기
- 루마니아의 민족
- 라스키아인
- 보이보디나 세르비아인
- 세르비아인